# W.G. van de Hulst sr.

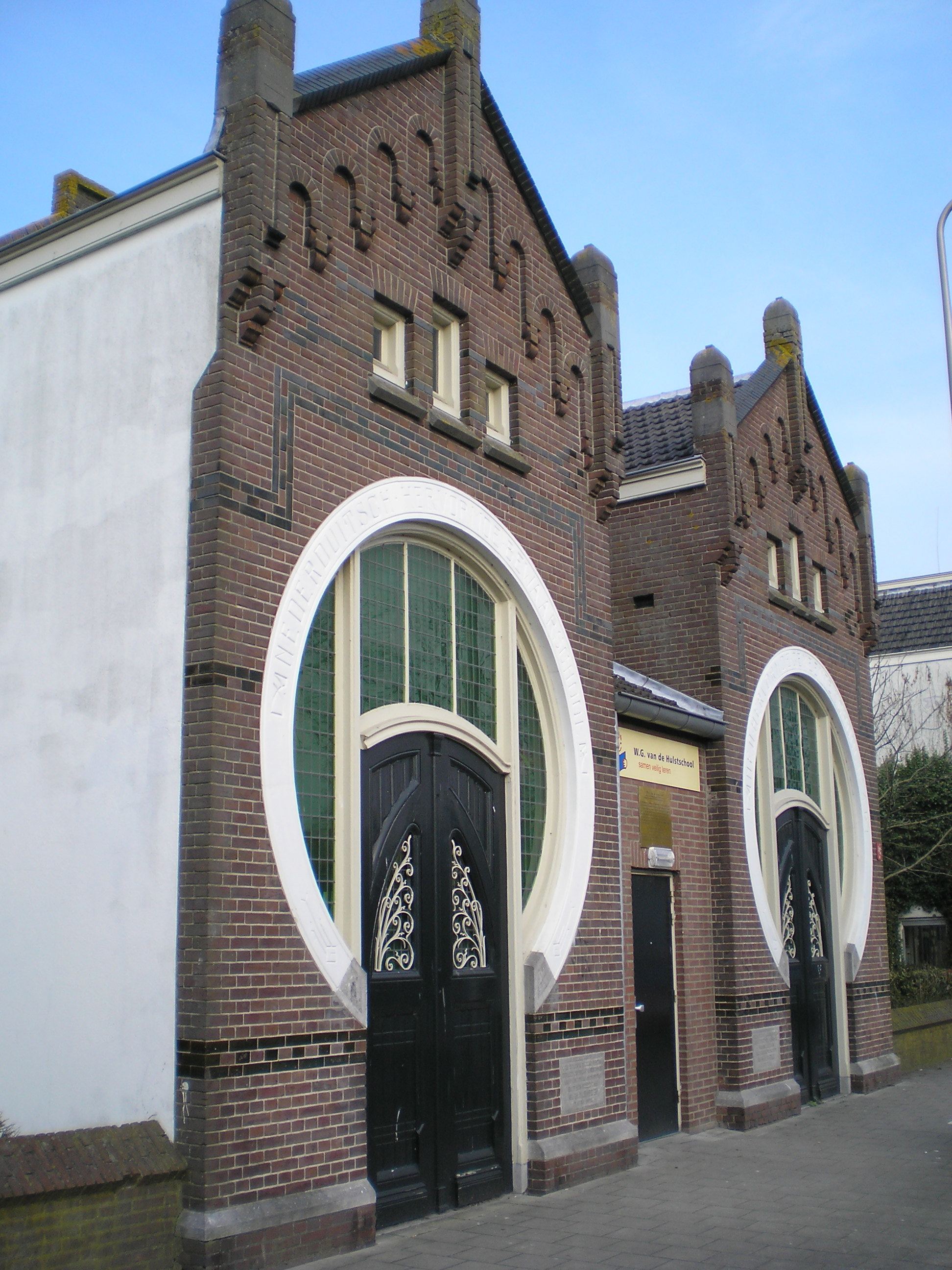
W.G. van de Hulstschool aan de Jutfaseweg te Utrecht

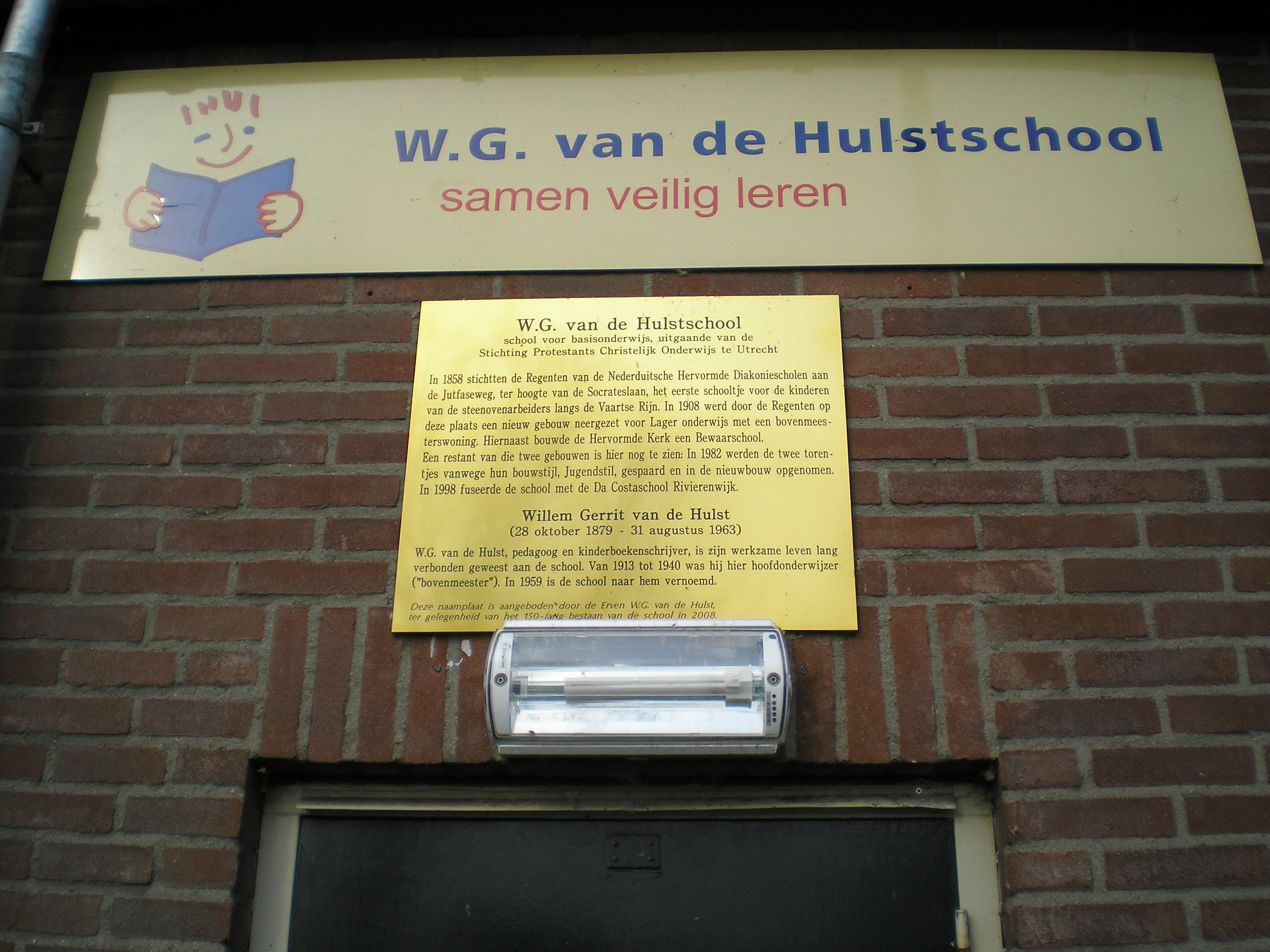
Tekstplaat van W.G. van de Hulstschool

Willem Gerrit van de Hulst (Utrecht, 28 oktober 1879 – aldaar, 31 augustus 1963) was een Nederlands schrijver van kinderboeken, schoolboeken en (kinder)bijbels. Bovendien werkte hij mee aan de tijdschriften De Spiegel en Moeder.

## Loopbaan
W.G. van de Hulst sr. volgde een opleiding tot onderwijzer. Hij werd in 1901 onderwijzer in Utrecht en was van 1913 tot 1940 schoolhoofd aan diezelfde school. Hij begon met schrijven voor de Nederlandsche Zondagsschoolvereeniging. Zijn eerste boek Willem Wijcherts schreef hij onder zijn pseudoniem Jan van de Croese. Met het boek Jaap Holm en z'n vrinden vestigde hij zijn naam als schrijver van jeugdboeken met een christelijke inslag, die vooral tot uitdrukking kwam in de aandacht voor bidden. Hij schreef uiteindelijk een honderdtal kinderboeken. Zelf beschouwde hij Peerke en z'n kameraden als zijn beste boek.
Wim Hazeu meldde in 1988 dat van de boeken van Van de Hulst in totaal meer dan 11 miljoen exemplaren zijn verkocht. Uitgeverij Callenbach vermeldde bij het 150-jarige bestaan in 2004 dezelfde verkoopaantallen.
De boeken van Van de Hulst werden geïllustreerd door onder anderen zijn zoon W.G. van de Hulst jr. Het eerste boekje dat door junior geïllustreerd werd, was Een muis in dit huis (1933).

## Persoonlijk leven
Van de Hulst trouwde op 16 mei 1907 met Johanna Cornelia van Arkel. De kerkelijke bevestiging van dit huwelijk vond plaats in de (protestants-christelijke) Dom van Utrecht. Het echtpaar Van de Hulst ging wonen op het adres Croesestraat 17. De naam van deze straat gebruikte Van de Hulst in zijn pseudoniem. Uit het huwelijk werden twee dochters geboren.
Johanna Cornelia overleed vrij kort na de geboorte van hun tweede dochter (28 januari 1913). Van de Hulst hertrouwde op 10 februari 1916 met Jeanette Maan. Uit dit huwelijk werden vier kinderen geboren, drie zoons en één dochter. De oudste zoon, ook Willem Gerrit geheten, werd zijn hele leven W.G. van de Hulst jr. genoemd. Een andere zoon, Henk, werd een bekend astronoom.
Van de Hulst stierf op 31 augustus 1963 en werd begraven op Begraafplaats Soestbergen in Utrecht.

## Werken
| - Willem Wijcherts (1907) - Ouwe Bram (1909) - Van een Klein Meisje en een Groote Klok (1909) - Jaap Holm en z'n vrinden (1910) - Zonnige Paschen (1910) - Om twee schitteroogjes (1911) - Het verhaal van den kurassier (1912) - Niek van den bovenmeester (1912) - Uit Het Winter Wonderland (1912) - Van Hollandsche jongens in den Franschen tijd (1913) - Beppie en Joop (1917) - Grootmoedertje (1917) - Het Gat in de Heg (1917) - Jet, die de oudste was (1917) - Maarten Luther (1917) - Zoo'n vreemde jongen (1917) - De Bijbelsche Geschiedenissen (1918) - De wondere plant (1918) - Thijs en Thor (1918) - In de zon (1919) - Peerke en z'n kameraden (1919) - Fik (1920) - Van Bob en Bep en Brammetje (1921) - Bijbelsche Geschiedenis (1921) - Stille dingen (1921) - „Allemaal katjes!”(1922) - Drie vertellingen (1922) - Een held (1922) - Er op of er onder! (1922) - Toen en nu (1-3) (1922-1924) - Van den boozen koster! (1923) - Het huisje in de sneeuw (1924) - In 't Kraaiennest (1924) - Van drie domme zusjes (1925) - Wout de scheepsjongen (1925) - Bijbelsche Vertellingen voor onze kleintjes (1926) - Bruun, de beer (1927) - Gerdientje (1927) - Zoo'n griezelig beest!(1928) - De Roode Vlek (1928) - „Als je goed luistert!” (1929) - Het wegje in het koren (1929) - Bello (1930) - De gescheurde bijbel (1930) - Een leugen? (1930) - Groote Bertus en kleine Bertus (1930) - De wilde jagers (1931) |  | - Ergens in de wijde wereld (1931) - Kijken en luisteren (1931 en 1932) - Anneke en de sik (1932) - Hans in 't bosch (1932) - Een muis - in dit huis? (1933) - Prins Willem, Vader des Vaderlands (1933) - Rozemarijntje (1933) - Liefde en trouw. Gedenkboekje ter herinnering aan onze Koningin-Moeder. (1934) - Het plekje dat niemand wist (1935) - Achter de bloempotjes (1936) - De gedroogde appeltjes (1936) - Het karretje (1936) - In de Soete Suikerbol (1-7) (1936-1948) - De grote schat (1937) - Het Boek dat nooit oud wordt (1937) - Jantje van de Scholtenhoeve (1937) - Om het kind (1937) - De machtige meester (1938) - Den Vaderlandt Ghetrouwe. Ter herinnering aan het veertigjarig regeringsjubileum van onze Koningin. (1938) - Nog beter dan brood (1938) - Kareltje (1941) - Het kerstfeest van twee domme kindertjes (1941) - Aan moeders schoot (1942) - Herinneringen van een Schoolmeester (1943) - Moeder leest voor (1943) - Het Vertellen (1944) - Het zwarte poesje (1945) - Klaas (1945) - Zeven kerstvertellingen (1946) - Het grote voorleesboek (1947) - De pruikenmaker en de prins (1947) - Die domme Dora (1947) - In de Goude Gaper (1947) - Oom Jannus met de pet (1947) - Het klompje dat op 't water dreef (1948) - De boom groeide. Twee honderd jaar Ned. Herv. Gem. Scholen te Utrecht. (1948) - Het nieuwe voorleesboek (1950) - Annelies (1951) - Het mooie begin (1 en 2) (1952) - Waarom verdient het goede kinderboek onze diepe belangstelling? (1952) - Voetstapjes in de sneeuw (1953) - De bengels in het bos (1956) - Margrieten (1956) - Kleine zwerver (1958) - Het gouden voorleesboek (1959) - Negen kerstvertellingen (1982) - Het kind en zijn boek. Lezingen van W.G. van de Hulst. (1995) |

## W.G. van de Hulstfestival
Sinds 2002 wordt in Hasselt (Overijssel) elke twee jaar het W.G. van de Hulstfestival gehouden in de laatste dagen van het jaar. Hoewel de kinderliteratuur daar centraal staat, zet heel cultureel Hasselt zijn beste beentje voor met muziek, theater en uitbeelding van de jaren 50. Hoogtepunt is de Oudejaarslezing.

## Vernoeming
De school waaraan W.G. van de Hulst sr. zijn hele loopbaan als hoofdonderwijzer verbonden is geweest, zat aan de Jutfaseweg te Utrecht (tegenwoordig zit de ingang aan de kant van de Lingestraat). Deze school kreeg in 1959, ter gelegenheid van de 80e verjaardag van Van de Hulst, de naam W.G. van de Hulstschool. In 2018 kreeg de school de naam De Wereldwijzer.